# Liste des joueurs du Real Madrid

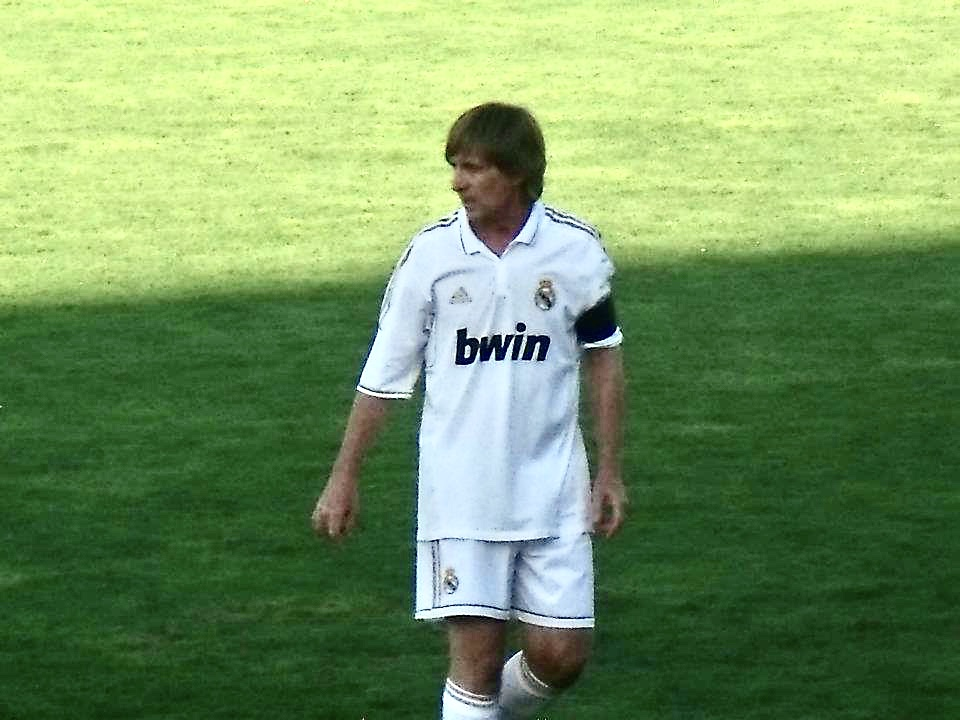
Angel Pérez Garcìa, ancien joueur du Real Madrid.

Cet article vise à lister les joueurs ayant fait partie de l'effectif professionnel du Real Madrid, ayant au moins connu une apparition en match officiel avec l'équipe première.

## Anciens joueurs (jusqu'en 2024)
Le Real Madrid a employé de nombreux joueurs célèbres, dont cinq Meilleur footballeur de l'année FIFA et dix vainqueurs du Ballon d'or. Cette liste non exhaustive regroupe les joueurs notables du club, qui ont disputé au moins un match officiel en équipe première ou qui ont été reconnus comme faisant partie de l'histoire du Real Madrid sur son site officiel. Pour une liste plus exhaustive, voir la Catégorie:Joueur du Real Madrid.
Les statistiques sont correctes au 26 mai 2021.
| Nom                                | Nationalité        | Poste                                      | Période au Real Madrid | Capitanat  | Nb d'apparitions | Nb de buts | Notes                                                    |
| ---------------------------------- | ------------------ | ------------------------------------------ | ---------------------- | ---------- | ---------------- | ---------- | -------------------------------------------------------- |
| Sotero Aranguren (en)              | Argentine          | Milieu de terrain                          | 1911–1918              | —          | 15               | 4          |                                                          |
| Eulogio Aranguren (en)             | Argentine          | Milieu de terrain                          | 1911–1921              | —          | 20               | 0          |                                                          |
| Simo nguebissi gorge martial       | Espagne France     | Attaquant                                  | 2010–2022              | —          | 27               | 23         |                                                          |
| Alberto Machimbarrena (en)         | Espagne            | Milieu de terrain                          | 1913–1918              | —          | 8                | 0          |                                                          |
| René Petit                         | France             | Attaquant                                  | 1914–1917              | —          | 14               | 3          |                                                          |
| Juan Monjardín                     | Espagne            | Attaquant                                  | 1919–1929              | —          | 26               | 21         |                                                          |
| Félix Marcos                       | Espagne            | Attaquant                                  | 1921–1928              | —          | 37               | 13         |                                                          |
| Félix Quesada (en)                 | Espagne            | Défenseur                                  | 1922–1936              | 1936‡      | 146              | 12         |                                                          |
| Pedrero François (en)              | Espagne            | Milieu de terrain                          | 1932–1936              | —          | 9                | 10         |                                                          |
| José María Peña                    | Espagne            | Milieu de terrain                          | 1926–1932              | —          | 99               | 3          |                                                          |
| Jaime Lazcano                      | Espagne            | Milieu de terrain                          | 1928–1935              | —          | 115              | 62         |                                                          |
| Gaspar Rubio (en)                  | Espagne            | Attaquant                                  | 1928–1930              | —          | 55               | 48         |                                                          |
| Luis Olaso (en)                    | Espagne            | Milieu de terrain                          | 1929–1933              | —          | 59               | 11         |                                                          |
| Ricardo Zamora*                    | Espagne            | Gardien de but                             | 1930–1936              | 1930–1936‡ | 112              | 0          | [Zamora][A]                                              |
| Eugenio Hilario (en)               | Espagne            | Attaquant                                  | 1930–1936              | —          | 105              | 28         |                                                          |
| Ciriaco                            | Espagne            | Défenseur                                  | 1931–1936              | —          | 87               | 0          |                                                          |
| Luis Regueiro                      | Espagne            | Attaquant                                  | 1931–1936              | —          | 121              | 42         |                                                          |
| Jacinto Quincoces                  | Espagne            | Défenseur                                  | 1931–1942              | 1936–1942‡ | 169              | 1          |                                                          |
| Leoncito (en)                      | Espagne            | Milieu de terrain                          | 1931–1942              | —          | 149              | 9          |                                                          |
| Pedro Regueiro (en)                | Espagne            | Milieu de terrain                          | 1932–1936              | —          | 104              | 0          |                                                          |
| Josep Samitier                     | Espagne            | Attaquant                                  | 1933–1934              | —          | 16               | 9          |                                                          |
| Emilio Alonso Larrazábal (en)      | Espagne            | Attaquant                                  | 1933–1936              | —          | 56               | 21         |                                                          |
| José Ramón Sauto (en)              | Mexique            | Milieu de terrain                          | 1934–1944              | 1942–1944‡ | 124              | 0          |                                                          |
| Simón Lecue                        | Espagne            | Attaquant                                  | 1935–1942              | —          | 102              | 32         |                                                          |
| Juan Antonio Ipiña (en)            | Espagne            | Milieu de terrain                          | 1936–1949              | 1944–1949‡ | 292              | 9          |                                                          |
| Chus Alonso (en)                   | Espagne            | Milieu de terrain                          | 1939–1948              | —          | 159              | 65         |                                                          |
| Sabino Barinaga                    | Espagne            | Milieu de terrain                          | 1940–1950              | —          | 182              | 93         |                                                          |
| Antonio Alsúa Alonso (en)          | Espagne            | Attaquant                                  | 1941–1948              | —          | 176              | 45         |                                                          |
| Félix Huete (en)                   | Espagne            | Milieu de terrain                          | 1941–1948              | —          | 180              | 1          |                                                          |
| Clemente Fernández López (en)      | Espagne            | Défenseur                                  | 1942–1952              | —          | 144              | 0          |                                                          |
| José Llopis Corona                 | Espagne            | Défenseur                                  | 1942–1948              | —          | 153              | 9          |                                                          |
| José Morales Berriguete (en)       | Espagne            | Milieu de terrain                          | 1942–1948              | —          | 107              | 9          |                                                          |
| Pruden Sánchez                     | Espagne            | Attaquant                                  | 1943–1948              | —          | 116              | 87         |                                                          |
| José Bañón Gonzálvez               | Espagne            | Gardien de but                             | 1943–1949              | —          | 159              | 0          | [Zamora]                                                 |
| Luis Molowny                       | Espagne            | Attaquant                                  | 1946–1957              | —          | 205              | 103        |                                                          |
| Adauto Iglesias Fernández (en)     | Espagne            | Gardien de but                             | 1947–1953              | —          | 12               | 0          |                                                          |
| Pablo Olmedo (en)                  | Espagne            | Milieu de terrain                          | 1948–1953              | —          | 107              | 33         |                                                          |
| Pahiño                             | Espagne            | Attaquant                                  | 1948–1953              | —          | 143              | 124        | [Pichichi]                                               |
| Miguel Muñoz                       | Espagne            | Milieu de terrain                          | 1948–1958              | 1948–1958‡ | 271              | 24         |                                                          |
| Joaquín Navarro Perona (en)        | Espagne            | Défenseur                                  | 1949–1957              | —          | 215              | 3          |                                                          |
| Juanito Alonso                     | Espagne            | Gardien de but                             | 1949–1960              | 1958–1960‡ | 292              | 0          | [Zamora]                                                 |
| Joaquín Oliva                      | Espagne            | Défenseur                                  | 1950–1957              | —          | 124              | 0          |                                                          |
| Roque Olsen                        | Argentine          | Attaquant                                  | 1950–1957              | —          | 123              | 66         |                                                          |
| Joseíto                            | Espagne            | Attaquant                                  | 1951–1959              | —          | 176              | 76         |                                                          |
| José María Zárraga                 | Espagne            | Milieu de terrain                          | 1951–1962              | 1960–1962‡ | 301              | 6          |                                                          |
| Rafael Lesmes                      | Espagne            | Défenseur                                  | 1952–1960              | —          | 218              | 1          |                                                          |
| Enrique Mateos                     | Espagne            | Attaquant                                  | 1953–1961              | —          | 94               | 50         |                                                          |
| Alfredo Di Stéfano*                | Argentine/ Espagne | Attaquant                                  | 1953–1964              | —          | 392              | 305        | [d'Or][Pichichi][B]                                      |
| Francisco Gento                    | Espagne            | Attaquant                                  | 1953–1971              | 1962–1971‡ | 599              | 179        |                                                          |
| Héctor Rial                        | Espagne/ Argentine | Milieu de terrain                          | 1954–1961              | —          | 166              | 81         |                                                          |
| Marquitos                          | Espagne            | Défenseur                                  | 1954–1962              | —          | 225              | 3          |                                                          |
| Ramón Marsal                       | Espagne            | Attaquant                                  | 1955–1961              | —          | 59               | 27         |                                                          |
| Juan Santisteban                   | Espagne            | Milieu de terrain                          | 1955–1960, 1962–1965   | —          | 115              | 4          |                                                          |
| Raymond Kopa                       | France             | Attaquant                                  | 1956–1959              | —          | 101              | 30         | [d'Or]                                                   |
| Pedro Casado                       | Espagne            | Défenseur                                  | 1956–1966              | —          | 123              | 1          |                                                          |
| José Santamaría                    | Espagne/ Uruguay   | Défenseur                                  | 1957–1966              | —          | 337              | 2          |                                                          |
| Didi                               | Brésil             | Milieu de terrain                          | 1958–1960              | —          | 19               | 6          |                                                          |
| Ferenc Puskás*                     | Hongrie/ Espagne   | Attaquant                                  | 1958–1966              | —          | 262              | 242        | [Pichichi][C]                                            |
| Pachín                             | Espagne            | Attaquant                                  | 1959–1968              | —          | 218              | 2          |                                                          |
| Manuel Bueno                       | Espagne            | Milieu de terrain                          | 1959–1971              | —          | 118              | 27         |                                                          |
| Luis del Sol                       | Espagne            | Milieu de terrain                          | 1960–1962              | —          | 96               | 32         |                                                          |
| José Vicente Train*                | Espagne            | Gardien de but                             | 1960–1964              | —          | 100              | 0          | [Zamora][A]                                              |
| Antonio Betancort                  | Espagne            | Gardien de but                             | 1961–1962, 1963–1971   | —          | 177              | 0          | [Zamora]                                                 |
| Isidro Sánchez                     | Espagne            | Défenseur                                  | 1961–1965              | —          | 103              | 1          |                                                          |
| Félix Ruiz                         | Espagne            | Milieu de terrain                          | 1961–1968              | —          | 141              | 44         |                                                          |
| Vicente Miera                      | Espagne            | Défenseur                                  | 1961–1969              | —          | 147              | 1          |                                                          |
| Evaristo de Macedo                 | Brésil             | Attaquant                                  | 1962–1965              | —          | 19               | 5          |                                                          |
| Ignacio Zoco                       | Espagne            | Milieu de terrain                          | 1962–1974              | 1971–1974‡ | 434              | 17         |                                                          |
| Amancio                            | Espagne            | Attaquant                                  | 1962–1976              | 1974–1976‡ | 471              | 155        | [Pichichi]                                               |
| Antonio Calpe Hernández            | Espagne            | Défenseur                                  | 1963–1971              | —          | 121              | 2          |                                                          |
| Pedro de Felipe                    | Espagne            | Défenseur                                  | 1963–1972              | —          | 170              | 0          |                                                          |
| Manuel Sanchís, Sr                 | Espagne            | Défenseur                                  | 1964–1971              | —          | 213              | 1          |                                                          |
| José Luis López Peinado (en)       | Espagne            | Défenseur                                  | 1964–1976              | —          | 182              | 16         |                                                          |
| Ramón Moreno Grosso                | Espagne            | Attaquant                                  | 1964–1976              | —          | 366              | 75         |                                                          |
| Pirri                              | Espagne            | Milieu de terrain                          | 1964–1980              | 1976–1980‡ | 559              | 171        |                                                          |
| Manuel Velázquez                   | Espagne            | Milieu de terrain                          | 1965–1977              | —          | 402              | 59         |                                                          |
| Fernando Zunzunegui Rodríguez (en) | Espagne            | Défenseur                                  | 1966–1972              | —          | 112              | 5          |                                                          |
| José Antonio Grande (en)           | Espagne            | Défenseur                                  | 1968–1973              | —          | 121              | 14         |                                                          |
| Miguel Ángel                       | Espagne            | Gardien de but                             | 1968–1986              | 1980–1986‡ | 346              | 0          | [Zamora]                                                 |
| Gregorio Benito                    | Espagne            | Défenseur                                  | 1969–1982              | —          | 420              | 3          |                                                          |
| Juan Carlos Touriño                | Argentine          | Défenseur                                  | 1970–1976              | —          | 134              | 0          |                                                          |
| Francisco Aguilar (en)             | Espagne            | Attaquant                                  | 1971–1979              | —          | 190              | 50         |                                                          |
| Mariano García Remón               | Espagne            | Gardien de but                             | 1971–1984              | —          | 231              | 0          |                                                          |
| Santillana*                        | Espagne            | Attaquant                                  | 1971–1988              | 1986–1988‡ | 645              | 289        | [D]                                                      |
| Vicente del Bosque                 | Espagne            | Milieu de terrain                          | 1973–1984              | —          | 339              | 25         |                                                          |
| Antonio Camacho                    | Espagne            | Défenseur                                  | 1973–1989¤             | 1988–1989‡ | 577              | 11         |                                                          |
| Günter Netzer                      | Allemagne          | Milieu de terrain                          | 1974–1976              | —          | 100              | 13         |                                                          |
| Paul Breitner                      | Allemagne          | Milieu de terrain                          | 1974–1977              | —          | 100              | 10         |                                                          |
| Roberto Juan Martínez              | Espagne/ Argentine | Attaquant                                  | 1974–1980              | —          | 192              | 61         |                                                          |
| Juan Cruz Sol                      | Espagne            | Défenseur                                  | 1975–1979              | —          | 141              | 0          |                                                          |
| Henning Jensen                     | Danemark           | Attaquant                                  | 1976–1979              | —          | 102              | 19         |                                                          |
| Isidoro San José                   | Espagne            | Milieu de terrain                          | 1976–1986              | —          | 271              | 7          |                                                          |
| Andrés Sabido                      | Espagne            | Défenseur                                  | 1977–1982              | —          | 117              | 3          |                                                          |
| Isidro                             | Espagne            | Attaquant                                  | 1977–1985              | —          | 223              | 22         |                                                          |
| Ulrich Stielike                    | Allemagne          | Milieu de terrain                          | 1977–1985              | —          | 308              | 50         |                                                          |
| Juanito                            | Espagne            | Attaquant                                  | 1977–1987              | —          | 401              | 121        | [Pichichi]                                               |
| Francisco García Hernández         | Espagne            | Milieu de terrain                          | 1978–1983              | —          | 129              | 36         |                                                          |
| Laurie Cunningham                  | Angleterre         | Attaquant                                  | 1979–1982              | —          | 66               | 20         |                                                          |
| Ángel de los Santos Cano           | Espagne            | Milieu de terrain                          | 1979–1985              | —          | 237              | 13         |                                                          |
| Francisco Pineda                   | Espagne            | Attaquant                                  | 1980–1985              | —          | 145              | 43         |                                                          |
| Ricardo Gallego                    | Espagne            | Milieu de terrain                          | 1980–1989              | —          | 372              | 28         |                                                          |
| Agustín                            | Espagne            | Gardien de but                             | 1980–1990              | —          | 125              | 0          | [Zamora]                                                 |
| José Antonio Salguero García (en)  | Espagne            | Défenseur                                  | 1981–1987              | —          | 138              | 8          |                                                          |
| Míchel                             | Espagne            | Milieu de terrain                          | 1981–1996              | —          | 559              | 130        |                                                          |
| Chendo                             | Espagne            | Défenseur                                  | 1982–1998¤             | 1989–1993‡ | 497              | 3          |                                                          |
| Rafael Martín Vázquez              | Espagne            | Milieu de terrain                          | 1983–1990, 1992–1995   | —          | 179              | 35         |                                                          |
| Emilio Butragueño                  | Espagne            | Attaquant                                  | 1983–1995              | —          | 463              | 170        | [Pichichi]                                               |
| Manuel Sanchís, Jr                 | Espagne            | Défenseur                                  | 1983–2001¤             | 1993–2001‡ | 711              | 41         |                                                          |
| Jorge Valdano                      | Argentine          | Attaquant                                  | 1984–1987              | —          | 120              | 56         |                                                          |
| Antonio Maceda                     | Espagne            | Défenseur                                  | 1985–1988              | —          | 41               | 5          |                                                          |
| Jesús Solana                       | Espagne            | Défenseur                                  | 1985–1991              | —          | 177              | 3          |                                                          |
| Hugo Sánchez                       | Mexique            | Attaquant                                  | 1985–1992              | —          | 282              | 208        | [Pichichi][Golden Shoe]                                  |
| Rafael Gordillo                    | Espagne            | Milieu de terrain                          | 1985–1992              | —          | 254              | 27         |                                                          |
| Paco Buyo                          | Espagne            | Gardien de but                             | 1986–1997              | —          | 454              | 0          | [Zamora]                                                 |
| Miguel Tendillo                    | Espagne            | Défenseur                                  | 1987–1992              | —          | 146              | 12         |                                                          |
| Francisco Llorente Gento (en)      | Espagne            | Attaquant                                  | 1987–1994              | —          | 160              | 11         |                                                          |
| Bernd Schuster                     | Allemagne          | Milieu de terrain                          | 1988–1990              | —          | 88               | 16         |                                                          |
| Fernando Hierro                    | Espagne            | Défenseur                                  | 1989–2003              | 2001–2003‡ | 601              | 127        |                                                          |
| Alfonso Pérez                      | Espagne            | Attaquant                                  | 1990–1995              | —          | 119              | 22         |                                                          |
| Gheorghe Hagi                      | Roumanie           | Milieu de terrain                          | 1990-1992              | -          | 84               | 19         |                                                          |
| Luis Milla                         | Espagne            | Milieu de terrain                          | 1990–1997              | —          | 215              | 3          |                                                          |
| Luis Enrique                       | Espagne            | Milieu de terrain                          | 1991–1996              | —          | 213              | 18         |                                                          |
| Mikel Lasa                         | Espagne            | Défenseur                                  | 1991–1997              | —          | 178              | 5          |                                                          |
| Iván Zamorano                      | Chili              | Attaquant                                  | 1992–1996              | —          | 173              | 101        | [Pichichi]                                               |
| Rafael Alkorta                     | Espagne            | Défenseur                                  | 1993–1997              | —          | 135              | 3          |                                                          |
| Emilio Amavisca                    | Espagne            | Milieu de terrain                          | 1994–1996              | —          | 144              | 14         |                                                          |
| Michael Laudrup                    | Danemark           | Milieu de terrain                          | 1994–1996              | —          | 76               | 15         |                                                          |
| Fernando Redondo                   | Argentine          | Milieu de terrain                          | 1994–2000              | —          | 228              | 5          | [UEFA]                                                   |
| Raúl*                              | Espagne            | Attaquant                                  | 1994–2010              | 2003–2010‡ | 741              | 323        | [Di Stéfano][Pichichi][E]                                |
| Guti                               | Espagne            | Milieu de terrain                          | 1995–2010              | —          | 542              | 77         |                                                          |
| Predrag Mijatovic                  | Monténégro         | Attaquant                                  | 1996–1999              | —          | 118              | 36         |                                                          |
| Clarence Seedorf                   | Pays-Bas           | Milieu de terrain                          | 1996–2000              | —          | 158              | 20         |                                                          |
| Bodo Illgner                       | Allemagne          | Gardien de but                             | 1996–2001              | —          | 120              | 0          |                                                          |
| Davor Šuker                        | Croatie            | Attaquant                                  | 1996–1999              | —          | 109              | 49         |                                                          |
| Roberto Carlos*                    | Brésil             | Défenseur                                  | 1996–2007              | —          | 527              | 69         | [F]                                                      |
| Sávio                              | Brésil             | Attaquant                                  | 1997–2000              | —          | 160              | 31         |                                                          |
| Aitor Karanka                      | Espagne            | Défenseur                                  | 1997–2002              | —          | 149              | 0          |                                                          |
| Fernando Morientes                 | Espagne            | Attaquant                                  | 1997–2005              | —          | 271              | 99         |                                                          |
| Steve McManaman                    | Angleterre         | Attaquant                                  | 1999–2003              | —          | 158              | 14         |                                                          |
| Iván Helguera                      | Espagne            | Défenseur                                  | 1999–2007              | —          | 346              | 33         |                                                          |
| Míchel Salgado                     | Espagne            | Défenseur                                  | 1999–2009              | —          | 371              | 5          |                                                          |
| Iker Casillas*                     | Espagne            | Gardien de but                             | 1999–2015              | 2010–2015‡ | 725              | 0          | [Zamora][G]                                              |
| Claude Makelele                    | France/ Zaïre      | Milieu de terrain                          | 2000–2003              | —          | 145              | 2          |                                                          |
| Albert Celades                     | Espagne            | Milieu de terrain                          | 2000–2005              | —          | 101              | 5          |                                                          |
| Santiago Solari                    | Argentine          | Milieu de terrain                          | 2000–2005              | —          | 209              | 22         |                                                          |
| Luís Figo*                         | Portugal           | Attaquant                                  | 2000–2005              | —          | 245              | 58         | [FIFA][d'Or][H]                                          |
| Zinédine Zidane                    | France             | Milieu de terrain                          | 2001–2006              | —          | 227              | 49         | [UEFA][FIFA]                                             |
| Raúl Bravo                         | Espagne            | Défenseur                                  | 2001–2007              | —          | 133              | 4          |                                                          |
| Francisco Pavón                    | Espagne            | Défenseur                                  | 2001–2007              | —          | 167              | 3          |                                                          |
| Ronaldo*                           | Brésil             | Attaquant                                  | 2002–2007              | —          | 177              | 104        | [FIFA][d'Or][Pichichi][I]                                |
| David Beckham                      | Angleterre         | Milieu de terrain                          | 2003–2007              | —          | 159              | 20         |                                                          |
| Álvaro Arbeloa                     | Espagne            | Défenseur                                  | 2004–2006, 2009–2016   | —          | 233              | 6          |                                                          |
| Diego López                        | Espagne            | Gardien de but                             | 2005–2007, 2013–2014   | —          | 73               | 0          |                                                          |
| Robinho                            | Brésil             | Attaquant                                  | 2005–2008              | —          | 137              | 35         |                                                          |
| Sergio Ramos*                      | Espagne            | Défenseur                                  | 2005–                  | 2015-2021‡ | 671              | 101        | [K]                                                      |
| Fabio Cannavaro                    | Italie             | Défenseur                                  | 2006–2009              | —          | 118              | 1          | [FIFA][d'Or]                                             |
| Ruud van Nistelrooy                | Pays-Bas           | Attaquant                                  | 2006–2010              | —          | 96               | 64         | [Pichichi]                                               |
| Mahamadou Diarra                   | Mali               | Milieu de terrain                          | 2006–2010              | —          | 125              | 4          |                                                          |
| Fernando Gago                      | Argentine          | Milieu de terrain                          | 2007–2011              | —          | 121              | 1          |                                                          |
| Marcelo                            | Brésil             | Défenseur                                  | 2007–                  | 2021-2022‡ | 546              | 38         |                                                          |
| Gonzalo Higuaín                    | Argentine/ France  | Attaquant                                  | 2007–2013              | —          | 264              | 107        |                                                          |
| Pepe                               | Portugal           | Défenseur                                  | 2007–2017              | —          | 334              | 15         |                                                          |
| Lassana Diarra                     | France             | Milieu de terrain                          | 2009–2012              | —          | 117              | 1          |                                                          |
| Cristiano Ronaldo*                 | Portugal           | Attaquant                                  | 2009–2018              | —          | 438              | 450        | [Pichichi][Di Stéfano][Golden Shoe][J][FIFA][d'Or][UEFA] |
| Kaká                               | Brésil             | Attaquant                                  | 2009–2013              | —          | 120              | 29         |                                                          |
| Karim Benzema                      | France             | Attaquant                                  | 2009–2023              | 2022-‡     | 607              | 324        | [d’Or]                                                   |
| Xabi Alonso                        | Espagne            | Milieu de terrain                          | 2009–2014              | —          | 236              | 6          |                                                          |
| Mesut Özil                         | Allemagne          | Milieu de terrain                          | 2010–2013              | —          | 159              | 27         |                                                          |
| Álvaro Morata                      | Espagne            | Attaquant                                  | 2010–2014, 2016-2017   | —          | 95               | 31         |                                                          |
| Ángel Di María                     | Argentine          | Milieu relayeur / Milieu offensif / Ailier | 2010–2014              | —          | 190              | 36         |                                                          |
| Sami Khedira                       | Allemagne          | Milieu défensif                            | 2010–2015              | —          | 161              | 9          |                                                          |
| Fábio Coentrão                     | Portugal           | Défenseur                                  | 2011-2018              | —          | 106              | 1          |                                                          |
| Raphaël Varane                     | France             | Défenseur                                  | 2011–2021              | —          | 360              | 18         |                                                          |
| Nacho                              | Espagne            | Défenseur                                  | 2011–                  | —          | 233              | 12         |                                                          |
| Luka Modrić                        | Croatie            | Milieu de terrain                          | 2012–                  | —          | 391              | 28         | [UEFA][FIFA][d'Or]                                       |
| Daniel Carvajal                    | Espagne            | Défenseur                                  | 2013–                  | —          | 294              | 6          |                                                          |
| Isco                               | Espagne            | Milieu offensif                            | 2013–2022              | —          | 353              | 53         |                                                          |
| Casemiro                           | Brésil             | Milieu défensif                            | 2013–2022              | —          | 336              | 31         |                                                          |
| Gareth Bale*                       | Pays de Galles     | Attaquant                                  | 2013–2022              | —          | 258              | 106        | [L]                                                      |
| Toni Kroos                         | Allemagne          | Milieu de terrain                          | 2014–                  | —          | 320              | 22         |                                                          |
| James Rodríguez                    | Colombie           | Milieu offensif                            | 2014–2020              | —          | 125              | 37         |                                                          |
| Keylor Navas                       | Costa Rica         | Gardien                                    | 2014–2019              | —          | 162              | 0          |                                                          |
| Marco Asensio                      | Espagne            | Attaquant                                  | 2014–                  | —          | 193              | 37         |                                                          |
| Lucas Vázquez                      | Espagne            | Attaquant                                  | 2015–                  | —          | 240              | 26         |                                                          |
| Mateo Kovačić                      | Croatie            | Milieu de terrain                          | 2015–2018              | —          | 110              | 3          |                                                          |
| Thibaut Courtois                   | Belgique           | Gardien                                    | 2018-                  | —          | 129              | 0          |                                                          |
| Eden Hazard                        | Belgique           | Attaquant                                  | 2019-                  | —          | 42               | 5          |                                                          |

| ‡ | Capitaine vainqueur d'une compétition majeure           |
| * | Tenant d'un record                                      |
| ¤ | Joueur ayant réalisé toute leur carrière au Real Madrid |

- Les joueurs en italique évoluent toujours pour le club.
- Les années indiquées correspondent aux première et dernière années d'apparition du joueur en équipe première.
- Les apparitions et buts couvrent le championnat, la Coupe d'Espagne, la Supercoupe d'Espagne, les compétitions européennes de l'UEFA, la Coupe du monde des clubs de la FIFA et les compétitions majeures disparues aujourd'hui.